# Florentin de Brouwer de Hogendorp
Le baron Florentin-Xavier de Brouwer de Hogendorp, né le 20 mai 1807 à Malines et mort le 3 février 1871 à La Haye, est un industriel et homme politique belge.

## Biographie
Florentin de Brouwer est le fils du baron Michel de Brouwer, bourgmestre de Bonheiden et conseil provincial, et le petit-fils du maire de Malines Pierre-André Pierets de Cronenburgh. Il épouse Sara Van Hogendorp (nl), originaire de La Haye, arrière petite-fille de Johan François van Hogendorp (nl).
Suivant ses études à l'université de Gand et à l'Université d'État de Louvain, Florentin de Brouwer obtient son doctorat en droit.
Il prit part de 1841 à 1843 au Journal de Malines, fondé par Armand de Perceval, et publia des ouvrages économiques et historiques.
Il est directeur de la Société anonyme pour la filature du lin et de l'étoupe à la mécanique, de la Société linière de Malines, de la Société pour l'exploitation de l'huile de palme et coco. Il est directeur général de la ligne ferroviaire Moscou-Riazan, directeur de la Compagnie pour l'exploitation des chemins de fer de l'État néerlandais et de la Chemins de fer de l'État de la République de Turquie. Il est vice-président de la Commission consultative permanente des Chemins de fer belges.

## Fonctions et mandats
- Conseiller provincial d'Anvers : 1841-1848
- Membre de la Chambre des représentants de Belgique : 1848-1857
- Vice-président de la Commission consultative permanente des chemins de fer belges

## Sources
- Jean-Luc de Paepe & Christiane Raindorf-Gerard, Le Parlement belge 1831-1894. Données biographiques, 1996. - XXXVII, 645 p.
- G. Jacquemyns, Langrand-Dumonceau, promoteur d'une puissance financière catholique, Brussel, 1960.
- Julienne Laureyssens, Industriële naamloze vennootschappen in België, 1819-1857, Leuven, 1975.